# Trapa mammillifera
Trapa mammillifera là một loài thực vật có hoa trong họ Lythraceae. Loài này được Miki miêu tả khoa học đầu tiên năm 1938.